# Труфакин, Валерий Алексеевич
Валерий Алексеевич Труфакин (7 сентября 1939 — 4 октября 2022) — советский и российский гистолог, академик АМН СССР (1991), академик РАН (2013).

## Биография
Родился 7 сентября 1939 года в селе Екатеринославка Амурской области.
В 1962 году окончил Благовещенский государственный медицинский институт, после чего работал там же до 1969 года ассистентом, доцентом кафедры гистологии.
С 1970 по 1981 год занимал должность учёного секретаря, руководил лабораторией иммуноморфологии Института клинической и экспериментальной медицины Сибирского отделения АМН СССР.
С 1981 по 1987 год руководил лабораторией иммуноморфологии Института клинической иммунологии СО АМН СССР, затем был заместителем председателя Президиума СО АМН СССР (1987—1989).
С 1989 года и до ликвидации в 2013 самой РАМН возглавлял Президиум СО РАМН.
С 1991 года — руководитель лаборатории иммуноморфологии Института клинической и экспериментальной лимфологии СО РАМН.
С 1992 по 2012 годы — директор НИИ физиологии и фундаментальной медицины СО РАМН.
В 1986 году избран членом-корреспондентом АМН СССР.
В 1991 году избран академиком АМН СССР.
В 2013 году стал академиком РАН (в рамках присоединения РАМН и РАСХН к РАН).
Скончался 4 октября 2022 года в Новосибирске, похоронен на Заельцовском кладбище (квартал 103).

## Научная деятельность
Исследования посвящены актуальным вопросам теоретической и клинической иммунологии и морфологии. Создано новое научное направление о ведущей роли оптимального соотношения популяций иммунокомпетентных клеток, поддерживаемого комплексом процессов пролиферации дифференцировки, кооперации, миграции и апоптоза, их сбалансированности по времени и уровню и обусловленных оптимальным уровнем нейроэндокринной регуляции. Сформулирована гипотеза пространственно-временной организации иммунной системы и выявлены фундаментальные закономерности лимфоэндокринных взаимоотношений.
Для экспериментальной медицины сформулировано новое положение: в основе ключевого звена патогенеза аутоиммунных заболеваний — дисбаланса популяций лимфоцитов лежит рассогласование формообразовательных процессов и их эндокринной регуляции. Для клинической медицины разработаны новые подходы к иммунохронокоррекции и иммунохронопрофилактике иммунных заболеваний.
Описан феномен иммуномодулирующего действия различных субпопуляций лимфоцитов на уровень пролиферации и дифференцировки, выявлены основные свойства стволовых соматических кишечных клеток, обосновано существование единой морфофункциональной системы регенерации клеток.
Создатель научной сибирской школы иммуноморфологов. Под его руководством защищено 5 докторских и 16 кандидатских диссертаций.
Автор более 400 научных работ.
Член Российской академии естественных наук (1995), Международной академии экологии и природопользования, Международной академии информатизации, Международной академии наук (секция физиологии), член обществ физиологов, иммунологов, морфологов, лимфологов.

### Список публикаций
- «Иммуноморфологические аспекты аутоиммунных процессов» (1982);
- «Морфология и метаболизм лимфоцитов» (1986);
- «Функциональная морфология иммунной системы» (1987);
- «Общая анатомия лимфатической системы» (1990);
- «Циркадные биоритмы иммунной системы» (1992).

## Награды
- Орден «За заслуги перед Отечеством» IV степени (2004)[4];
- Орден Дружбы народов (29 августа 1994) — за большой вклад в развитие медицинской науки и подготовку высококвалифицированных специалистов[5];
- Премия Правительства Российской Федерации в области науки и техники (в составе группы, за 1998 год) —за создание основ и применение методов общеклинической и профилактической лимфологии[6];
- Заслуженный деятель науки Российской Федерации (1999)[7];
- Медаль «За трудовую доблесть» (1976);
- Премия РАМН имени Н. И. Пирогова (2000) — за цикл работ «Фундаментальные основы развития медицинской науки и реализация их в Сибири».